# Ammothella schmitti
Ammothella schmitti is een zeespin uit de familie Ammotheidae. De soort behoort tot het geslacht Ammothella. Ammothella schmitti werd in 1970 voor het eerst wetenschappelijk beschreven door Child. 